# Невідомі правителі Парфії (105-88 до н. е.)
Невідомі правителі Парфії (105-88 до н. е.) — залишилися невідомими історичній науці два парфянских царя, які один за другим прийшли до влади та правили протягом недовгого періоду, чиї імена та походження залишилися невідомі, в силу їх недовгого перебування при владі, яке збіглося з періодом Темних віків парфянської історії.

## Історія
Зі 105 по 88 до н. е., коли в Парфії офіційно правив Мітрідат II, в силу його старості та фактичної нездатності управляти країною до влади змогли прийти ряд інших представників династії Аршакідів, які, не скидаючи самого Мітрідата, в той же час фактично коронувалися царями Парфії. Так, за життя Мітрідата II до влади змогли прийти Готарз I і Ород I, які, ставши співправителями Мітрідата, недовго перебували при владі, але були повалені іншими претендентами на трон Парфії. 
Історії невідомі точно імена ще двох претендентів на трон, що повалили Готарза I та Орода I, і протягом одного року змістили один одного. Останньому з них, відомому імовірно як Аршак Теопатор Евергет, вдалося процарювати майже 10 років, приблизно до 77 до н. е., коли до влади прийшов Санатрук, — тим самим в Парфії встановилося двовладдя — аж до 70 до н. е., коли Санатруку вдалося покласти край періоду двоцарювання та внутрішнім усобицям у Парфії та передати свій трон у спадок своєму синові Фраату III. 